# Chalaroschwagerina
Chalaroschwagerina es un género de foraminífero bentónico de la subfamilia Pseudoschwagerinae, de la familia Schwagerinidae, de la superfamilia Fusulinoidea, del suborden Fusulinina y del orden Fusulinida. Su especie tipo es Chalaroschwagerina inflata. Su rango cronoestratigráfico abarca desde el Sakmariense hasta el Asseliense (Pérmico inferior).

## Discusión
Clasificaciones más recientes incluyen Chalaroschwagerina en la superfamilia Schwagerinoidea, y en la subclase Fusulinana de la clase Fusulinata. Algunas clasificaciones han incluido Chalaroschwagerina en la Subfamilia Pseudofusulininae.

## Clasificación
Se han descrito numerosas especies de Chalaroschwagerina. Entre las especies más interesantes o más conocidas destacan:
- Chalaroschwagerina inflata

Un listado completo de las especies descritas en el género Chalaroschwagerina puede verse en el siguiente anexo.
En Chalaroschwagerina se ha considerado el siguiente subgénero:
- Chalaroschwagerina (Cuniculina), también considerado como género Cuniculina